# Lars Palm

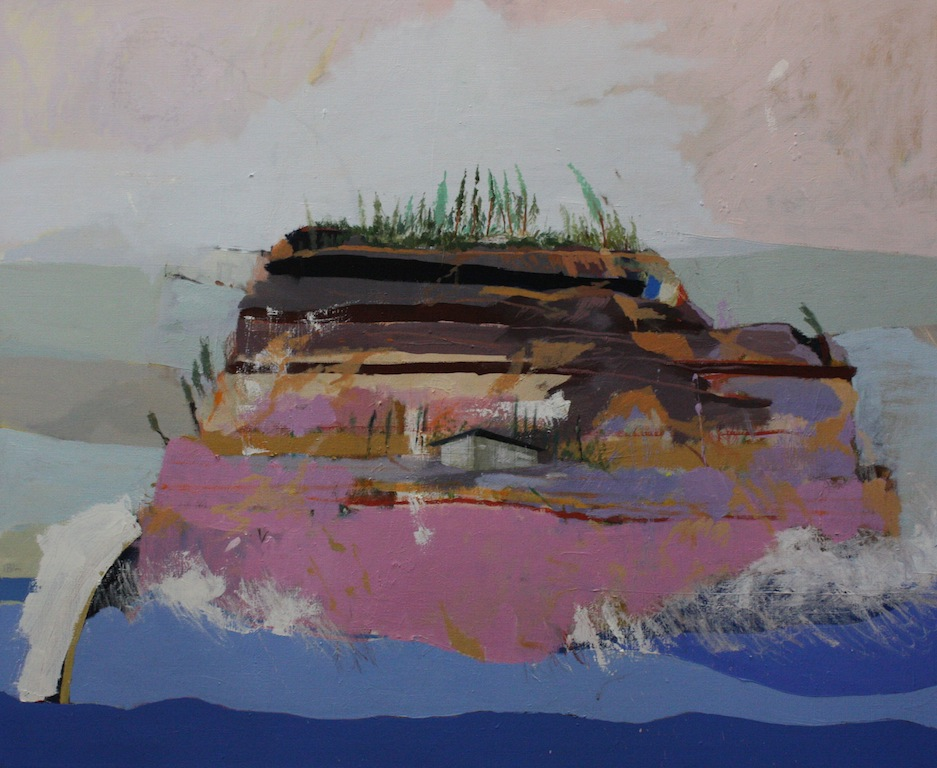
Lars Palm, Ön, olja på duk, 2015.

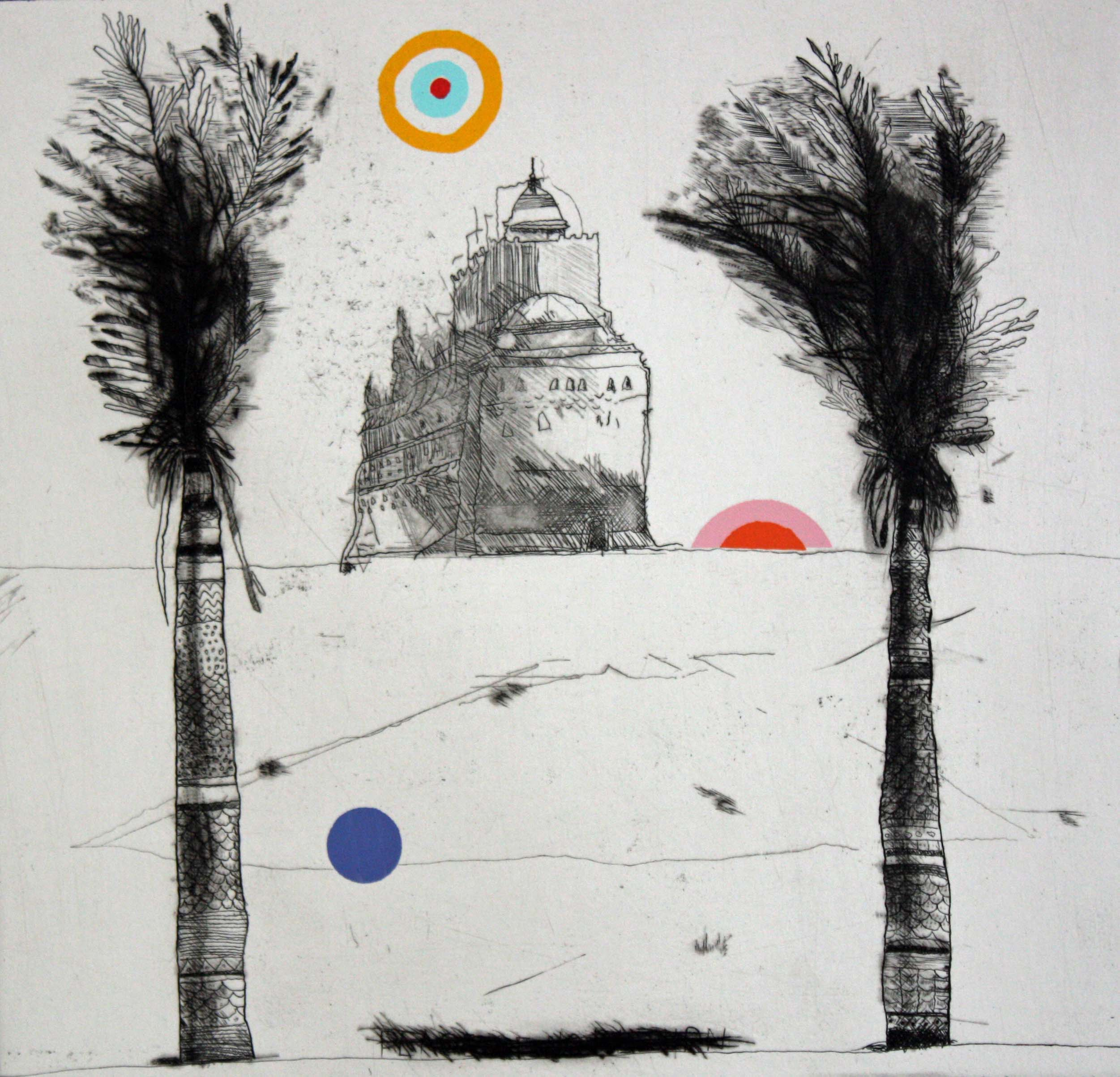
Lars Palm, Utan återvändo, etsning och screen, 2012.

Lars Palm, född 1963 i Göteborg, är en svensk grafiker och målare.
Palm är utbildad vid grafik- och målarlinjen vid Hovedskous Målarskola i Göteborg under perioden 1984–1987.
Palms bilder uppstår i dialog med andra bilder. Såväl konstbilder som det vardagliga bildflöde som omger oss. Genom bilderna konstrueras föreställningar om oss själva och vår värld. Hans bilder kännetecknas av ett berättande bildspråk.
Palm är verksam i Växjö och har en ateljé på Italienska Palatset, som är en ateljéförening med ett tjugotal konstnärer. Palm är medlem i The Royal Society of Printmakers (RE) i England , Grafiska sällskapet, Grafik i Väst, Smålands konstnärsförbund och Konstnärernas riksorganisation (KRO).
Palm arbetar också i fältet för platsspecifik konst med ett deltagarorienterat perspektiv.

## Representation
Palm är bland annat representerad vid Smålands konstarkiv i Värnamo, Landstinget i Kalmar, Landstinget Kronoberg, Skåne läns landsting, Stockholms läns landsting, Landstinget Sörmland, Västerbottens läns landsting, Landstinget i Östergötland, Västra Götaland, Alvesta kommun, Ljungby kommun, Växjö kommun och Örebro kommun.